# Aniela Dulska

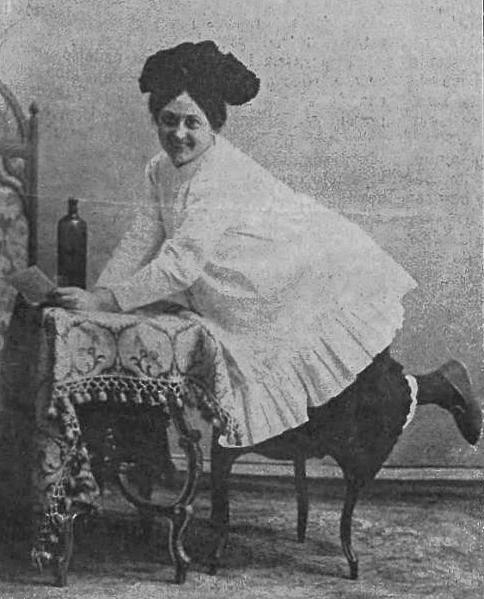
Hermina Rowińska jako Dulska (ok. 1907)

Aniela Dulska – tytułowa bohaterka dramatu Moralność pani Dulskiej (1906) Gabrieli Zapolskiej. Podstawowe cechy tej postaci to kołtuństwo i hipokryzja. Matka Zbyszka, Meli i Hesi. Żona Felicjana, ciotka Juliasiewiczowej.
Przyjęto, że przy poszukiwaniu wzorców postaci Zapolska zasugerowała się sugestią swojego redakcyjnego kolegi, Leopolda Szenderowicza, który podsunął pisarce postać swojej kamieniczniczki Gołąbowej.